# Hoboken-förteckningen
Hoboken-förteckningen är en katalog över mer än 750 verk av Joseph Haydn utarbetad av Anthony van Hoboken.
Till skillnad från Ludwig von Köchels katalog över Mozarts verk och Otto Erich Deutschs katalog över Schuberts verk, som båda är ordnade kronologiskt efter kompositionsdatum, är Hoboken-förteckningen (liksom Wolfgang Schmieders Bach-katalog) ordnad efter typ av verk. Till exempel hör alla symfonier till kategori I, alla stråkkvartetter till kategori III och alla pianosonater till kategori XVI.
| Hob.   | Kategori                                                  |
| ------ | --------------------------------------------------------- |
| I      | Symfonier (1–108)                                         |
| Ia     | Ouvertyer (1–16)                                          |
| II     | Divertimenti i 4 eller fler stämmor (1–47)                |
| III    | Stråkkvartetter (1–83b)                                   |
| IV     | Divertimenti i 3 stämmor (1–11)                           |
| V      | Stråktrior (1–21)                                         |
| VI     | Olika duor (1–6)                                          |
| VII    | Konserter för olika instrument                            |
| VIII   | Marscher (1–7)                                            |
| IX     | Danser (1–29)                                             |
| X      | Verk för baryton (1–12)                                   |
| XI     | Trior för baryton, violin eller viola och cello (1–126)   |
| XII    | Duor med baryton (1–25)                                   |
| XIII   | Konserter för baryton (1–3)                               |
| XIV    | Divertimenti med piano (1–13)                             |
| XV     | Trior för piano, violin eller flöjt och cello (1–40)      |
| XVa    | Pianoduor                                                 |
| XVI    | Pianosonater (1–52)                                       |
| XVII   | Pianostycken (1–12)                                       |
| XVIIa  | Piano fyrhändigt (1–2)                                    |
| XVIII  | Klaverkonserter (1–11)                                    |
| XIX    | Stycken för mekaniskt ur (Flötenuhr) (1–32)               |
| XX     | Verk kring Jesu sju ord på korset                         |
| XXa    | Stabat mater                                              |
| XXI    | Oratorier (Il ritorno di Tobia, Skapelsen, Årstiderna)    |
| XXII   | Mässor (1–14)                                             |
| XXIII  | Andra sakrala verk                                        |
| XXIV   | Kantater och arior med orkester                           |
| XXV    | Sånger med 2, 3 och 4 stämmor                             |
| XXVI   | Sånger och kantater med piano                             |
| XXVII  | Kanon (sakrala 1–10; profana 1–47)                        |
| XXVIII | Operor (1–13)                                             |
| XXIX   | Sångspel                                                  |
| XXX    | Scenmusik                                                 |
| XXXI   | Arrangemang av skotska (273) och walesiska (60) folkvisor |